# Graham Duncan
 (mars 2022).
Graham Dugald Duncan (né en 1959) est un botaniste sud-africain et un horticulteur spécialiste des bulbes au Kirstenbosch National Botanical Garden, au Cap, en Afrique du Sud.

## Biographie
Graham Duncan est né en 1959  et a grandi dans la région du Cap-Occidental parmi ses plantes bulbeuses sauvages. Il fait ses études au Cape Town Technikon (université de technologie de la péninsule du Cap) en obtenant un diplôme national en horticulture,, il rejoint le Kirstenbosch National Botanical Garden, au Cap, Afrique du Sud en 1978, où il travaille avec Winsome Fanny Barker (1907-1994), alors conservatrice de l'herbier Compton à Kirstenbosch et spécialiste des Lachenalia. Il obtient son MSc (Mention honorifique ; Master of Science) en botanique à l'Université du KwaZulu-Natal, Pietermaritzburg en 2005 ,.

## Carrière
Graham Duncan est un horticulteur spécialiste des géophytes ; il est conservateur de musée sur la collection de géophytes indigènes d'Afrique du Sud au Kirstenbosch Botanical Garden. Celles-ci sont exposées dans la Kay Bergh Bulb House du Kirstenbosch Conservatory. Il est considéré comme une autorité sur la culture, la conservation, la propagation et la biologie des bulbes de la région du Cap, et le principal expert du genre Lachenalia ,,. Ses recherches portent sur la biologie et la taxonomie des bulbes du Cap .
En parallèle avec son travail sur Lachenalia , il est connu pour son expertise sur Nerine, Eucomis et Agapanthus. En plus d'identifier un certain nombre de plantes sud-africaines, il a également sélectionné des cultivars tels que Clivia miniata 'Kirstenbosch Splendour', qui illustre la couverture du livre du centenaire de Kirstenbosch (2013),,.
Il est l'auteur de nombreux livres, dont plusieurs titres dans la Kirstenbosch Gardening Series, d'articles scientifiques et d'articles de vulgarisation sur les plantes bulbeuses d'Afrique du Sud. Il est également collectionneur de plantes  et photographe de plantes (voir image) et ses photographies illustrent ses propres livres et ont été publiées dans The Smallest Kingdom: Plants and Plant Collectors at the Cape of Good Hope (2011) ,,.

## Récompenses
En 1989, il reçoit le prix Recht Malan pour la non-fiction (1989) du Nasionale Boekhandel pour ses plantes bulbeuses d'Afrique australe  et en 2001, il reçoit la médaille Herbert de l' International Bulb Society ,.

## Héritage
Les plantes pour lesquelles Duncan est l'autorité botanique comprennent de nombreuses espèces de Lachenalia, la plupart en collaboration avec W.F.Barker. L'International Plant Names Index répertorie 54 taxons nommés par lui, principalement des espèces de Lachenalia.

## Quelques Publications

### Livres
- Graham Duncan, The Lachenalia handbook: a guide to the genus, with introductory notes on history, identification and cultivation, with descriptions of the species and colour illustrations, Kirstenbosch, South Africa., National Botanic Gardens of South Africa, coll. « Annals of Kirstenbosch Botanic Gardens, vol. 17 », 1988 (ISBN 9780620119535)
- Niel du Plessis et Graham Duncan, Bulbous plants of southern Africa: a guide to their cultivation and propagation, Cape Town, Tafelberg, 1989 (ISBN 9780624026594)
- Graham Duncan, The genus Lachenalia, Richmond, Surrey, Royal Botanic Gardens, Kew, coll. « Botanical Magazine Monographs », 2012 (ISBN 9781842463826, lire en ligne)

#### Série du jardinage Kirstenbosch
- Graham Duncan, Grow Nerines: a guide to the species, cultivation and propagation of the genus Nerine, Claremont, South Africa, National Botanical Institute, Kirstenbosch, 2002 (ISBN 9781919684338, lire en ligne)
- Graham Duncan, Grow Clivias: a guide to the species, selected hybrids, cultivation and propagation of the genus Clivia, Claremont, South Africa, 2nd, 2008 (ISBN 978-1-919684-51-2)
- Graham Duncan, Neville Brown Louise et Louise Nurrish, Grow Proteas: A Guide to the Cultivation and Propagation of South African Proteaceae, 2nd, 2013 (ISBN 978-1-919976-80-8)
- Hildegard Crous et Graham Duncan, Grow Disas: a practical guide to the cultivation and propagation of evergreen and deciduous Disa species of Southern Africa, Claremont, South Africa, South African National Biodiversity Institute, Kirstenbosch, 2006 (ISBN 9781919684505, lire en ligne)[17]
- Graham Duncan, Grow Agapanthus: a guide to the species, cultivation and propagation of the genus Agapanthus, Claremont, South Africa, National Botanical Institute, Kirstenbosch, 1998 (ISBN 978-1919684147)
- Graham Duncan, Grow Bulbs: a guide to the species, cultivation and propagation of South African bulbs, Cape Town, 2nd, 2010 (1re éd. 2000) (ISBN 978-1919684260)[4]

### Articles
- Zonneveld et Duncan, « Genome size for the species of Nerine Herb. (Amaryllidaceae) and its evident correlation with growth cycle, leaf width and other morphological characters », Plant Systematics and Evolution, vol. 257, nos 3–4,‎ mars 2006, p. 251–260 (DOI 10.1007/s00606-005-0381-x, lire en ligne)
- Zonneveld et Duncan, « Genome sizes of Eucomis L'Hér. (Hyacinthaceae) and a description of the new species Eucomis grimshawii G.D.Duncan & Zonneveld », Plant Systematics and Evolution, vol. 284, nos 1–2,‎ 10 décembre 2009, p. 99–109 (DOI 10.1007/s00606-009-0236-y)

### Livres et monographies
- Neil O. Anderson, Flower breeding and genetics: issues, challenges and opportunities for the 21st century, Dordrecht, Springer, 2007 (ISBN 9781402065699, lire en ligne)
- G F Glen et G Germishuizen, Botanical Exploration of Southern Africa, vol. 26, Pretoria, 2nd, coll. « Strelitzia », 2010 (ISBN 978-1-919976-54-9, lire en ligne)
- Brian J. Huntley, Kirstenbosch: the most beautiful garden in Africa, Penguin South Africa, 2013 (ISBN 9781431701179, lire en ligne)
- (en) Rina Kamenetsky et Hiroshi Ōkubo, Ornamental geophytes: from basic science to sustainable production, CRC press, 2012 (ISBN 978-1-4398-4924-8, lire en ligne)
- John C. Manning et Peter Goldblatt, Botany and horticulture of the genus Freesia (Iridaceae), vol. 27, Pretoria, South African National Biodiversity Institute, SANBI, coll. « Strelitzia », 2010 (ISBN 978-1-919976-58-7, lire en ligne)
- RHS, RHS A-Z encyclopedia of garden plants, United Kingdom, Dorling Kindersley, 2008 (ISBN 978-1405332965), p. 1136

### Articles
- Codd et Gunn, « Additional biographical notes on plant collectors in southern Africa », Bothalia, vol. 15, nos 3/4,‎ 15 décembre 1984, p. 631–654 (DOI 10.4102/abc.v15i3/4.1832, lire en ligne)
- Hutchinson, « Grow Disas - by Hildegard Crous and Graham Duncan », Curtis's Botanical Magazine, vol. 25, no 2,‎ mai 2008, p. 190–191 (DOI 10.1111/j.1467-8748.2008.00617_3.x)
- SANBI, « New and Expanded edition of Grow Bulbs book now available », News, SANBI, Kirstenbosch, 17 novembre 2010 (consulté le 16 novembre 2016), at
- « South African National Biodiversity Institute (SANBI) », 2016 (consulté le 16 novembre 2016)
- « Kirstenbosch » (consulté le 16 novembre 2016), at
- « Kirstenbosch Conservatory: Kay Bergh Bulb House », 27 mai 2015 (consulté le 16 novembre 2016), at
- RHS, « Report of the Proceedings of a Hardy Nerine Study Day », Royal Horticultural Society (RHS) Herbaceous Plant Committee and the Nerine & Amaryllid Society, 2008a (consulté le 14 novembre 2016)
- « PlantZAfrica », SANBI (consulté le 14 novembre 2016)
- Harrower, « Lachenalia lutea G.D. Duncan », décembre 2011 (consulté le 16 novembre 2016), in
- Hartigh, « Kirstenbosch celebrated in print », Media Club South Africa, 17 janvier 2013 (consulté le 16 novembre 2016)
- Fraser et Fraser, « Photographic Credits », The Smallest Kingdom: Plants and Plant Collectors at the Cape of Good Hope, 2011 (consulté le 16 novembre 2016)
- « Herbert Medallists (1937–2007) » [archive du 25 aout 2006], International Bulb Society (consulté le 16 novembre 2016)
- « JStor Global Plants », 2016 (consulté le 14 mars 2016)

### Travaux de Graham Duncan
- Duncan, « Plate 475. Ammocharis nerinoides Amaryllidaceae », Curtis's Botanical Magazine, vol. 20, no 4,‎ novembre 2003, p. 196–201 (DOI 10.1111/1467-8748.00394)
- Duncan, « 515. Bartholina burmanniana. Orchidaceae », Curtis's Botanical Magazine, vol. 22, no 1,‎ février 2005, p. 25–31 (DOI 10.1111/j.1355-4905.2005.00458.x, lire en ligne)
- Duncan, « 715. Ceratotheca triloba », Curtis's Botanical Magazine, vol. 28, no 3,‎ octobre 2011, p. 205–212 (DOI 10.1111/j.1467-8748.2011.01747.x, lire en ligne)
- Duncan, « Plate 474. Cyrtanthus guthrieae Amaryllidaceae », Curtis's Botanical Magazine, vol. 20, no 4,‎ novembre 2003, p. 190–195 (DOI 10.1111/1467-8748.00393)
- Duncan, « 755. Eucomis amaryllidifolia », Curtis's Botanical Magazine, vol. 30, no 1,‎ avril 2013, p. 49–55 (DOI 10.1111/curt.12016)
- Duncan, « 712. Eucomis vandermerwei », Curtis's Botanical Magazine, vol. 28, no 3,‎ octobre 2011, p. 176–189 (DOI 10.1111/j.1467-8748.2011.01744.x)
- Duncan, « Five new species of Lachenalia (Hyacinthaceae) from arid areas of Namibia and South Africa », Bothalia, vol. 28, no 2,‎ 15 décembre 1998, p. 131–139 (DOI 10.4102/abc.v28i2.630)
- Duncan et Edwards, « Three new species of Lachenalia (Hyacinthaceae: Massonieae) from Western and Northern Cape, South Africa », Bothalia, vol. 36, no 2,‎ 15 décembre 2006, p. 147–155 (DOI 10.4102/abc.v36i2.353)
- Duncan et Helme, « Lachenalia arenicola (Asparagaceae: Scilloideae), a new species from western South Africa », Phytotaxa, vol. 186, no 5,‎ 4 décembre 2014, p. 297–300 (DOI 10.11646/phytotaxa.186.5.8, lire en ligne)
- Duncan, « Plate 477. Lachenalia salteri Hyacinthaceae », Curtis's Botanical Magazine, vol. 20, no 4,‎ novembre 2003, p. 208–212 (DOI 10.1111/1467-8748.00396)
- Duncan, « Plate 476. Lachenalia peersii Hyacinthaceae », Curtis's Botanical Magazine, vol. 20, no 4,‎ novembre 2003, p. 202–207 (DOI 10.1111/1467-8748.00395)
- Duncan, « The genus Nerine », Bulbs, vol. 4, no 1,‎ 2002, p. 9–15
- Duncan, « The distribution, habitat and conservation status of the species of Nerine », p. 22–31, in
- Duncan, « 830. Nerine laticoma subsp. huttoniae », Curtis's Botanical Magazine, vol. 33, no 2,‎ juin 2016, p. 114–124 (DOI 10.1111/curt.12139)
- Duncan, « 533. Nerine pusilla », Curtis's Botanical Magazine, vol. 22, no 3,‎ septembre 2005, p. 169–175 (DOI 10.1111/j.1355-4905.2005.00485.x)
- Duncan, « 648. Nerine humilis », Curtis's Botanical Magazine, vol. 26, no 3,‎ novembre 2009, p. 200–209 (DOI 10.1111/j.1467-8748.2009.01650.x)
- Duncan, Craib et Condy, « 2245. Nerine pancratioides », Flowering Plants of Africa, vol. 61,‎ juin 2009, p. 34–41 (lire en ligne)
- Duncan, « 792. Nerine bowdenii subsp. wellsii », Curtis's Botanical Magazine, vol. 31, no 3,‎ septembre 2014, p. 223–237 (DOI 10.1111/curt.12076)
- Duncan, « Plate 448. Nerine gaberonensis », Curtis's Botanical Magazine, vol. 19, no 3,‎ aout 2002, p. 173–177 (DOI 10.1111/1467-8748.00347)
- Duncan, « Endangered Geophytes of the Cape Floral Kingdom », Curtis's Botanical Magazine, vol. 20, no 4,‎ novembre 2003, p. 245–250 (DOI 10.1111/1467-8748.00400)
- Duncan, « Christmas Bells: The cultivation and propagation of Sandersonia aurantiaca », Veld & Flora, vol. 85,‎ décembre 1999, p. 178–190 (lire en ligne)
- Duncan, « Moraea insolens: rare and endangered », Veld & Flora, vol. 101, no 1,‎ mars 2015, p. 19
- Duncan, « Fleeting white amaryllid flower at Kirstenbosch: your best shot », Veld & Flora, vol. 99, no 4,‎ décembre 2013, p. 171
- Duncan, « Bulbous wealth at the Cape », The Alpine Gardener, vol. 74,‎ 2006, p. 296315
- Duncan, « Lesser-known Eucomis », The Plantsman, new Series, vol. 6, no 2,‎ juin 2007, p. 98–103 (lire en ligne)
- Graham Duncan, Cultivation and propagation of Freesia species, 2011, 96–103 p. (lire en ligne), in
- Graham Duncan, Geophyte research and production in South Africa, 17 septembre 2012, 485–504 p. (ISBN 9781439849248, lire en ligne), in